# Iglesia de San Pedro (Caen)
La iglesia de Saint-Pierre de Caen (en francés: église Saint-Pierre de Caen) es una iglesia católica de Francia, una de las principales iglesias del casco antiguo de Caen erigida en la plaza de San Pedro. Está dedicada a san Pedro.
La construcción del actual edificio tuvo lugar entre los siglos XIII y XVI. El ábside oriental de la iglesia fue construido por Hector Sohier entre 1518 y 1545. El coro interior y el ábside exterior muestran una arquitectura que encarna la transición del gótico al renacimiento. La aguja fue destruida el 9 de julio de 1944 por un único obús de 16 pulgadas, de una salva de quince disparos del acorazado de la Royal Navy HMS Rodney que apuntaba a la 12.ª SS División Panzer. Ya ha sido reconstruida desde entonces.
Este monumento fue objeto de una clasificación en el título de los monumentos históricos por la lista 1840.

## Historia

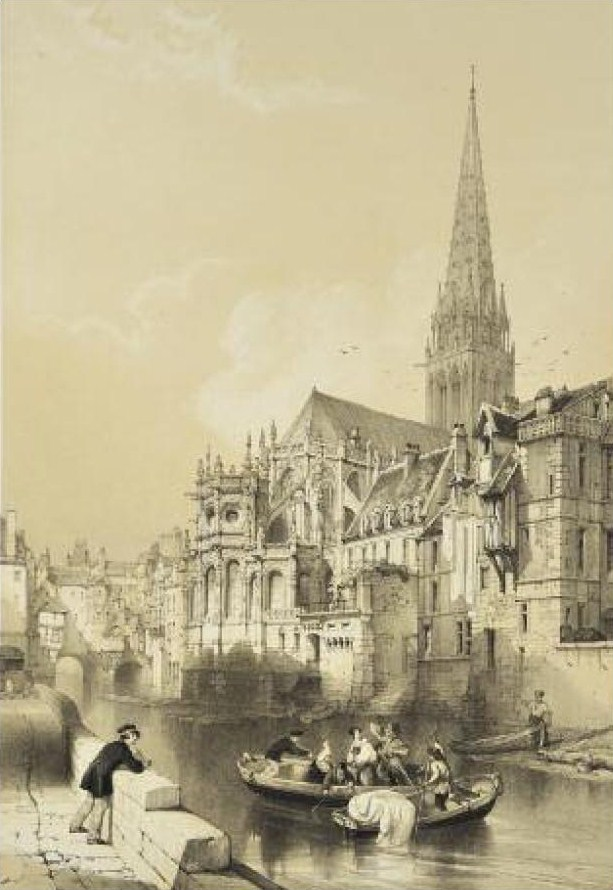
Cabecera de la iglesia sobre el río Odon (litografía de Nicolas Chapuy)

Denominada sucesivamente Saint-Pierre de Darnetal, Saint-Pierre-sous-Caen, Saint-Pierre-du-Châtel, Saint-Pierre-en-Rive, esta iglesia, a menudo llamada erróneamente por los turistas «la catedral» (La ciudad de Caen no es sede obispal), era el edificio religioso más grande en Bourg-le-Roi; se prestó especial atención a su desarrollo. Fue en esta iglesia donde se desarrollaron las principales ceremonias públicas. Por ejemplo, cuando Enrique IV abjuró de la religión protestante, poniendo así fin a las guerras de religión, fue en la Iglesia de San Pedro donde se cantó el Te Deum en presencia de los representantes civiles y religiosos de toda la ciudad.
Fue cerrada por decreto del representante del pueblo Laplanche el 20 de noviembre de 1793 pero sirvió como Templo de la Razón, después del Ser Supremo, desde 1793 hasta 1795. Se devolvió al culto católico el 4 de junio de 1795.

### Origen
El origen de la iglesia aún no se conoce, pero se menciona, desde 1083, en el cartulario de la Trinidad, un «atrium Sancti Petri», el atrio de San Pedro. Se reconstruyó por primera vez a mitad del siglo XII.

### Las etapas de construcción
- Siglo XIII: coro y torre;

Vista general de Caen mostrando los daños causados por el bombardeo aliado del 9 de julio de 1944

- Siglo XIV: fachada ornada con un inmenso rosetón, campanario gótico;
- Siglo XV: nave central y naves laterales;
- Siglo XVI (1518): ábside renacentista.

Las obras se extendieron a lo largo de varios siglos, pero respetando la unidad de conjunto que todavía hoy ofrece partes notables. La torre fue erigida en 1308, el ala derecha en 1410, el ala izquierda poco después, el gran portal o portal Neuf en 1384. La fachada norte se ornamentó en el siglo XIV con un enorme rosetón de extremada ligereza. En ese mismo siglo XIV, se construye también su famoso campanario gótico, considerado como «el rey de los campanarios de Normandía» y que influirá en muchos otros monumentos. La flecha de la capilla Notre-Dame du Kreisker en Saint-Pol-de-Léon, por ejemplo, se inspiró en el. Las naves laterales y las partes altas de la nave central se construyeron en el siglo XV en estilo flamígero. Conducidas por Hector Sohier, las obras del ábside, construido sobre pilotes sobre el río Odon, las bóvedas del coro y las alas fueron comenzadas en 1521 y probablemente se terminaron medio siglo después. Contrastando armoniosamente con el resto del edificio, es uno de los ejemplos más perfectos del primer renacimiento en Caen. El pórtico bajo de la torre fue restaurado en 1608 con ornamentos de estatuas
Hasta mediados del siglo XIX, la cabecera oriental de la iglesia se enfrentaba al canal que fue cubierto y sustituido por un calle. Varios artistas y grabadores registraron esta relación de la iglesia con el canal; por ejemplo, el pintor escocés David Roberts hizo varias vistas muy similares, una de los cuales (fechada ca. 1830) se encuentra en Musée des Beaux-Arts en el castillo de Caen.
A finales de los años 1850, el pilar noroeste del campanario quedó comprometido por movimientos del terreno. El arquitecto Guy fue encargado de los trabajos de consolidación. En la noche del 8 al 9 de junio de 1944, la flecha de la iglesia, segada por un obus de 406 mm, probablemente disparado desde el HMS Rodney, se derrumbó desde sus setenta y dos metros sobre la nave. Un comienzo de incendio también destruyó la cubierta. Reconstruido en 1957, el campanario tiene ahora setenta y cinco metros, seis más que las torres de Notre Dame de París cuya pequeña flecha culmina a noventa y seis metros.

Vistas lejanas de la iglesia
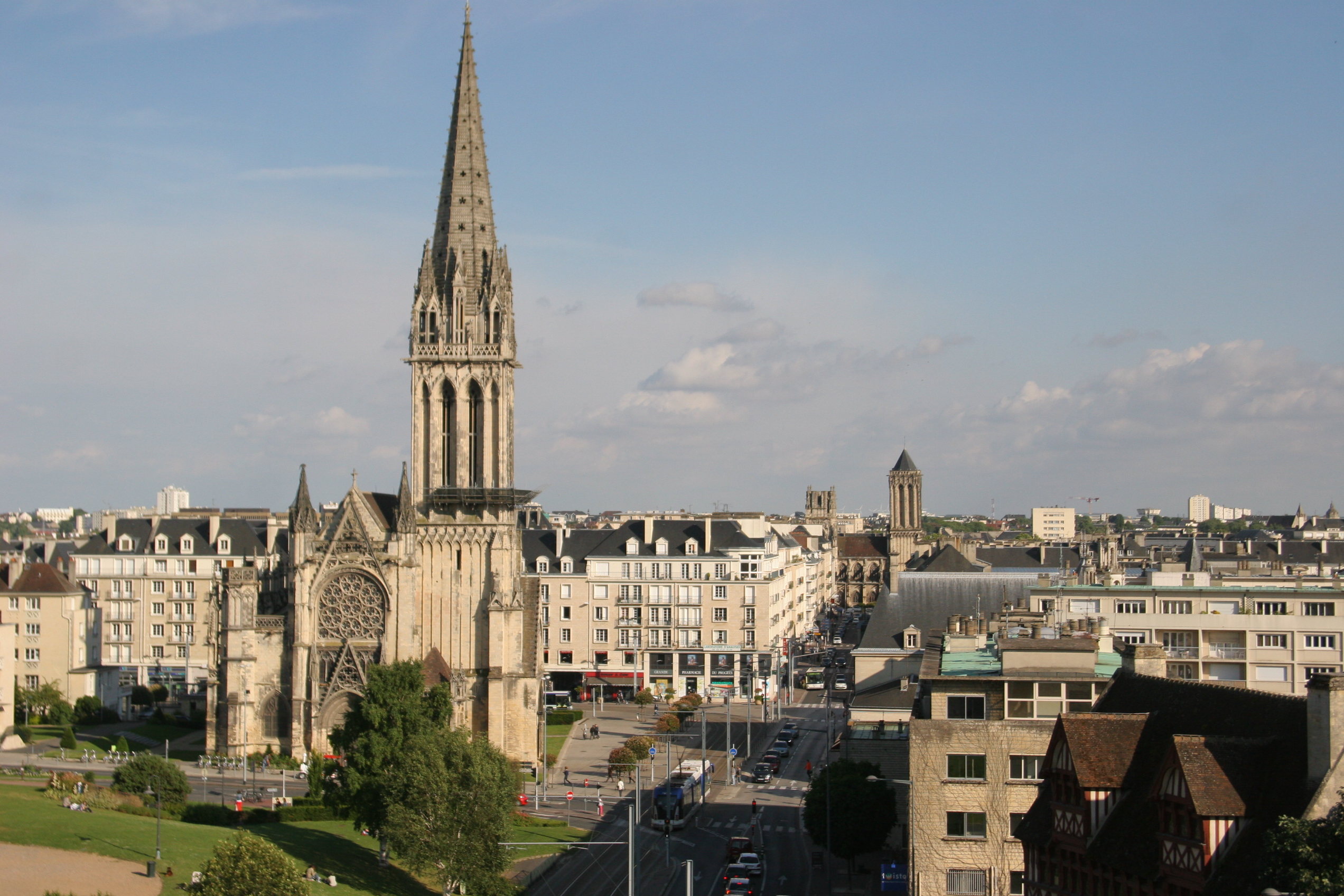
Bóvedas góticas de la nave
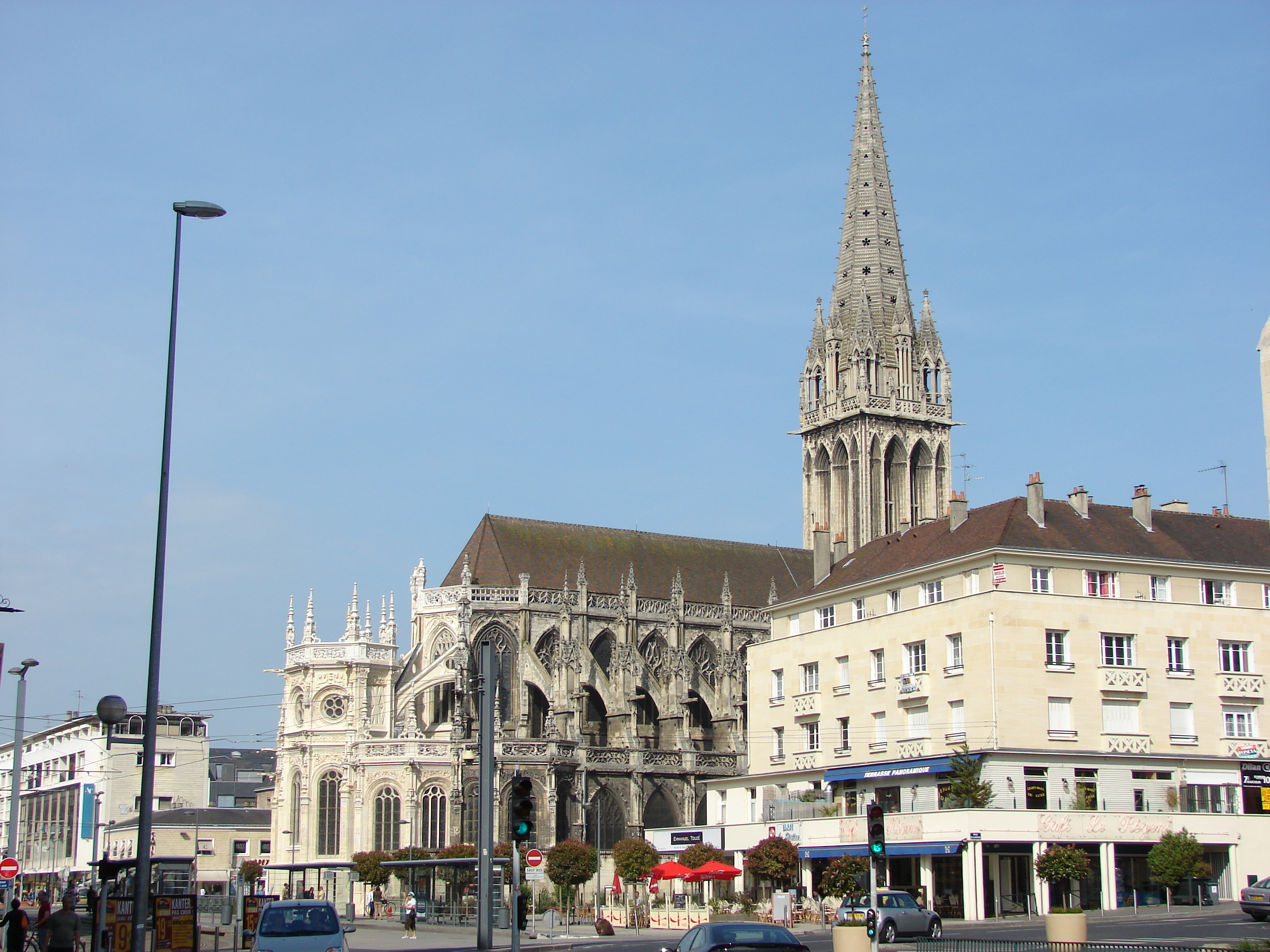
Vista lateral de la cabecera
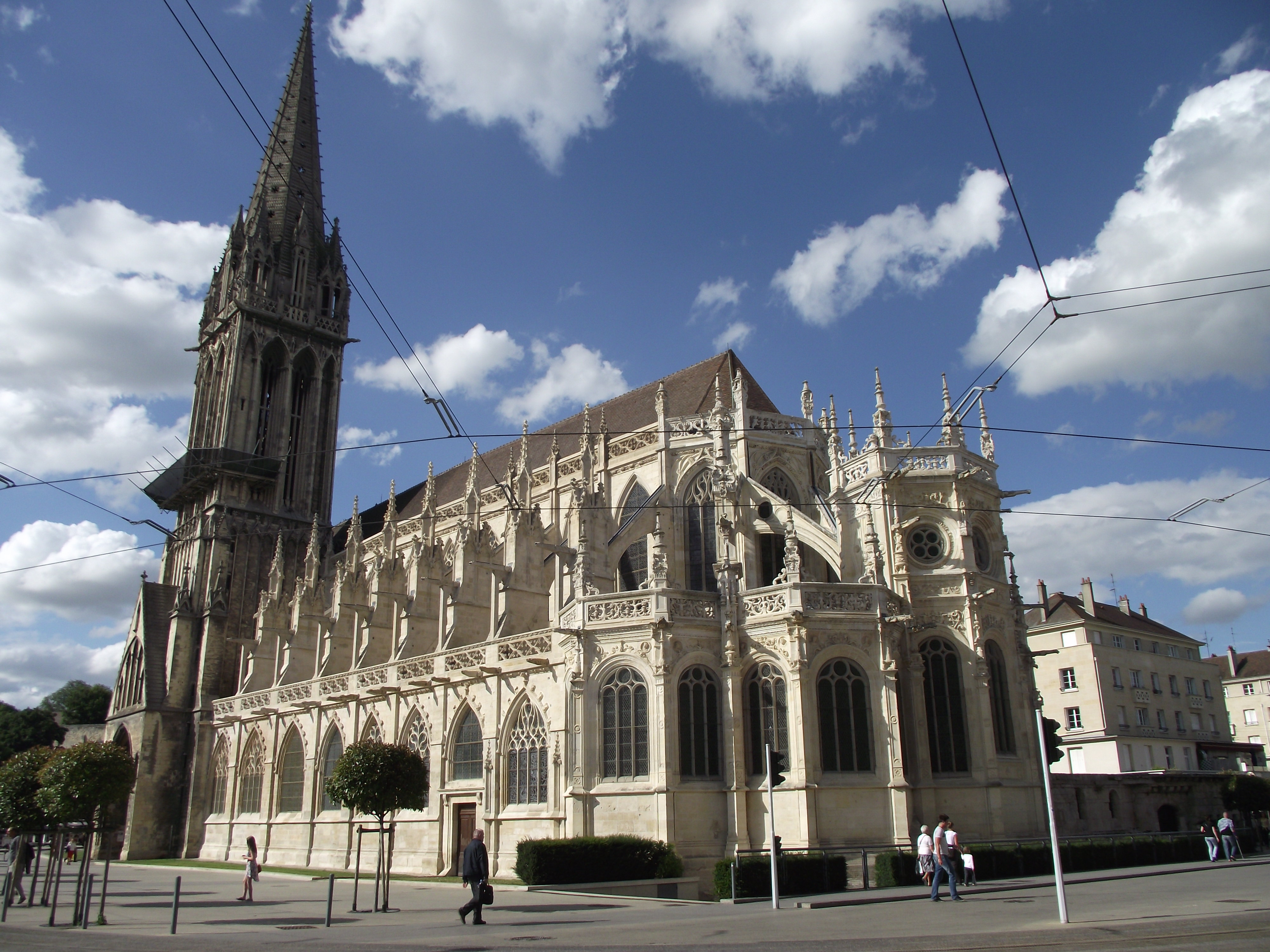
Cabecera renacentista
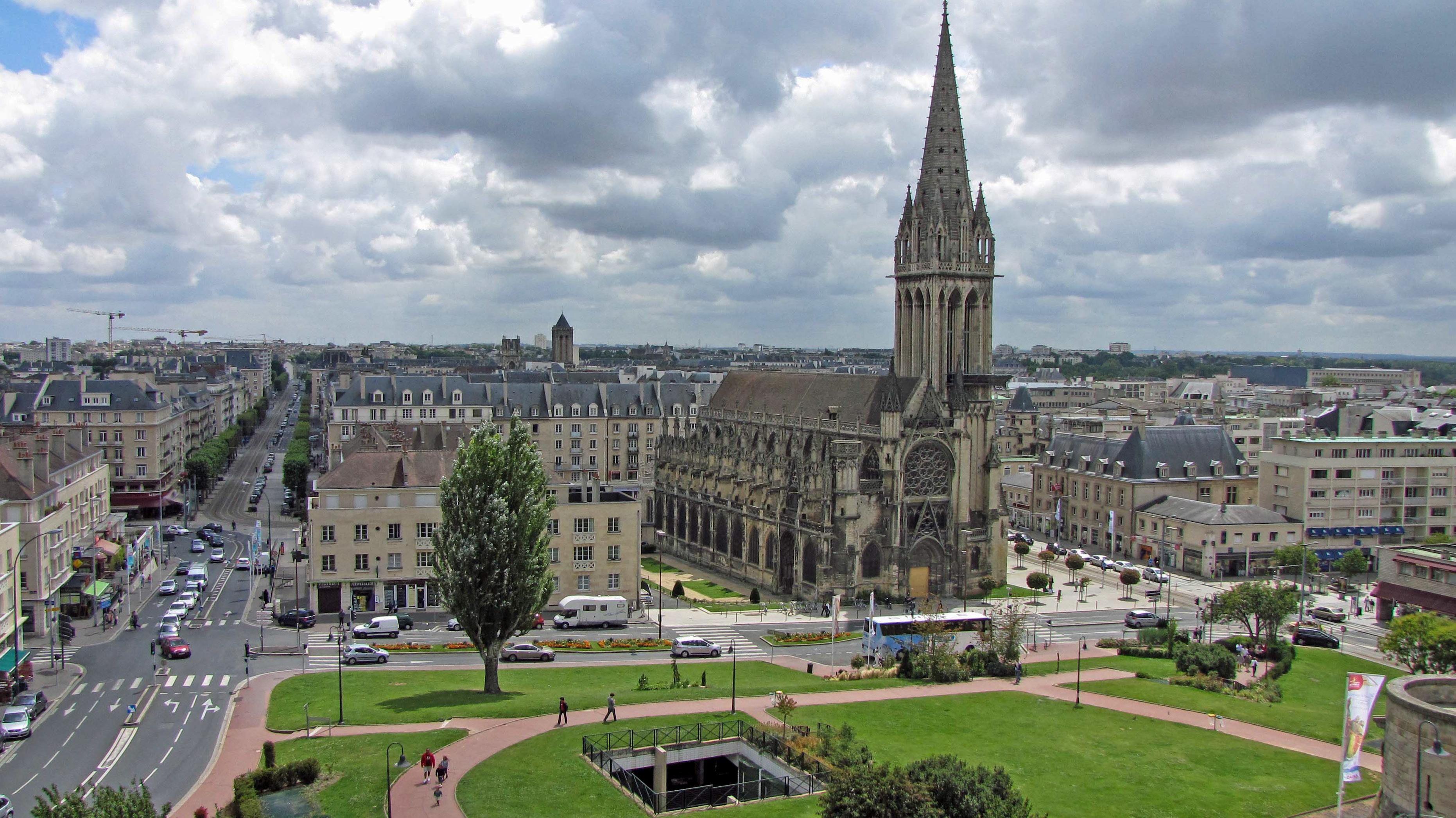
Iglesia vista desde el castillo

## Arquitectura

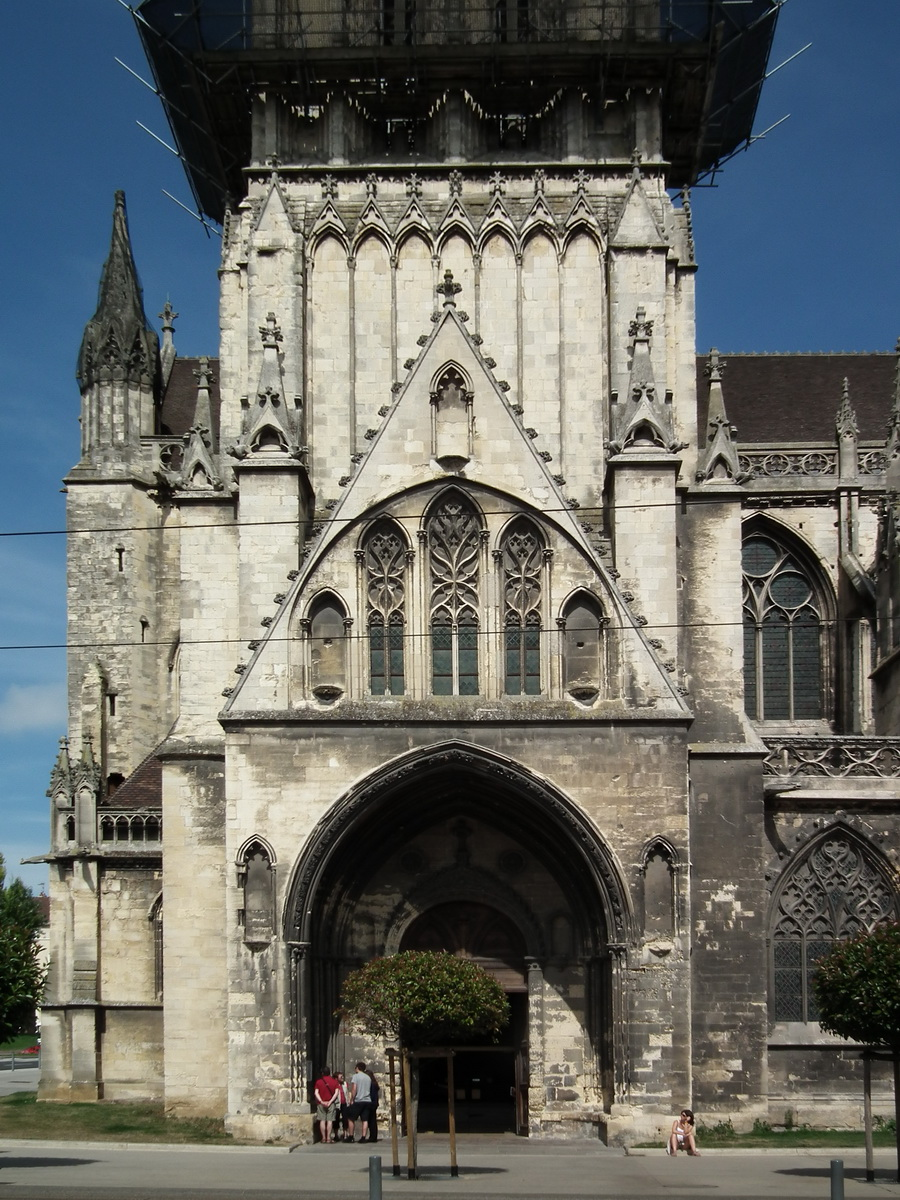
Entrada lateral del campanario

De arquitectura gótica y renacentista que data del siglo XVI, con arbotantes y arcos apuntados, después de medio punto. Un avance al fondo de la iglesia detrás del altar se distribuye sobre pilares, con capillas poco profundas que recuerda un poco la nave, bastante bajas con bóvedas simples.

Detalles exterior
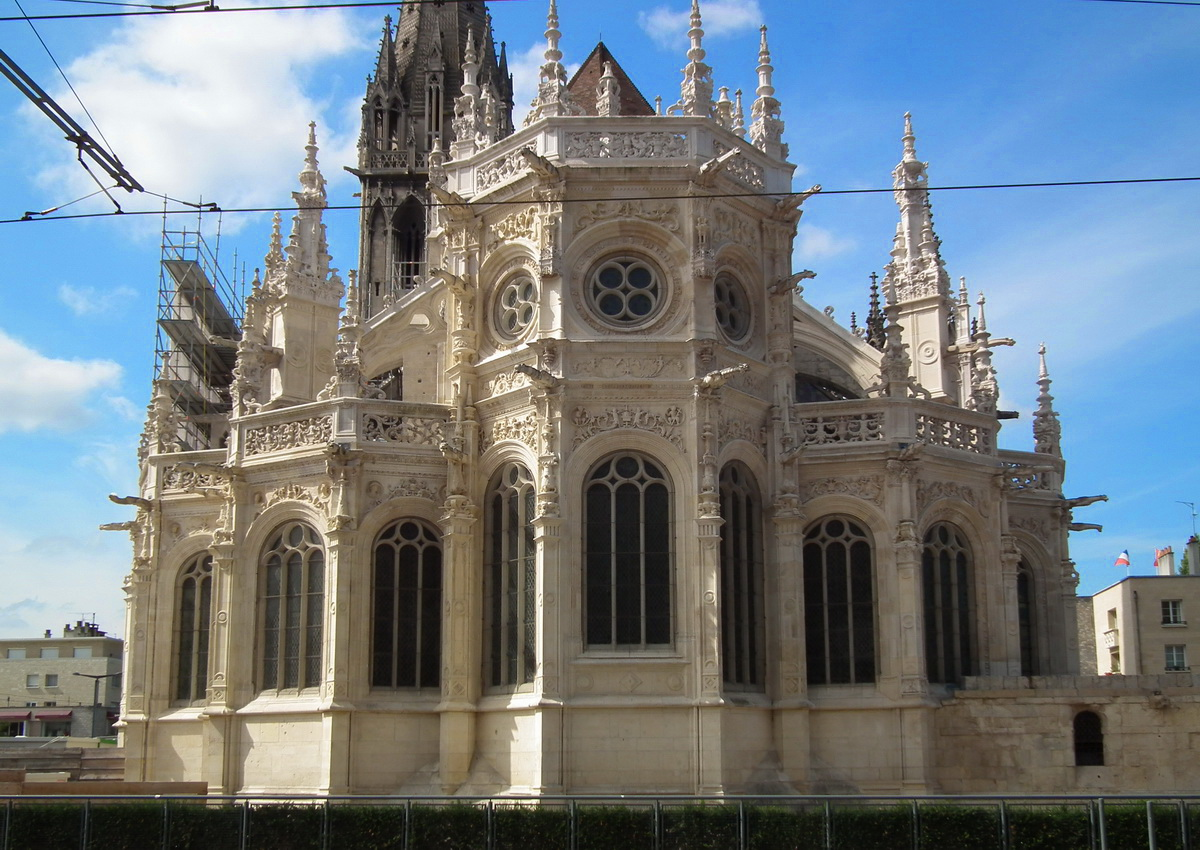
Cabecera renacentista
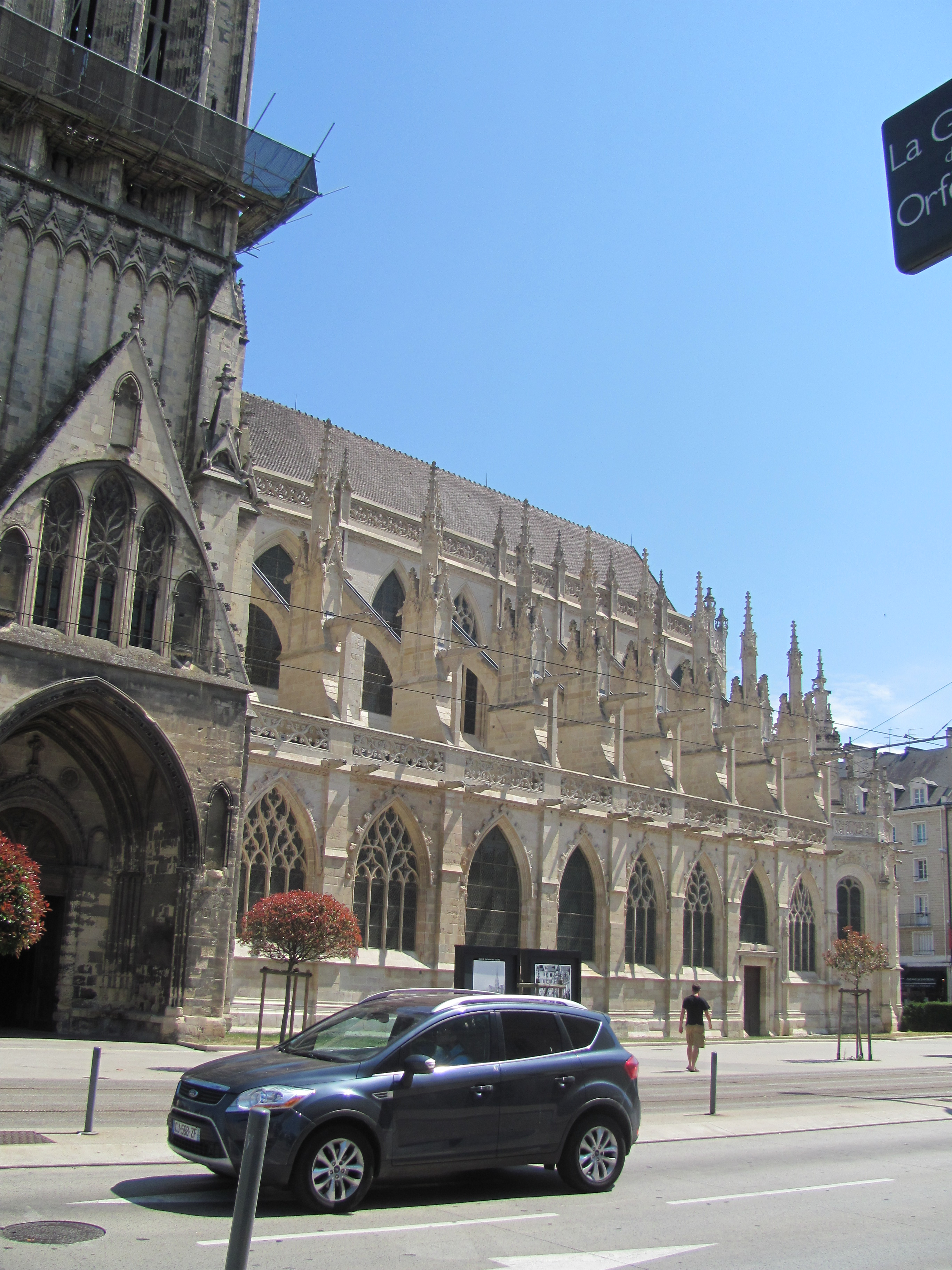
Lateral de la iglesia
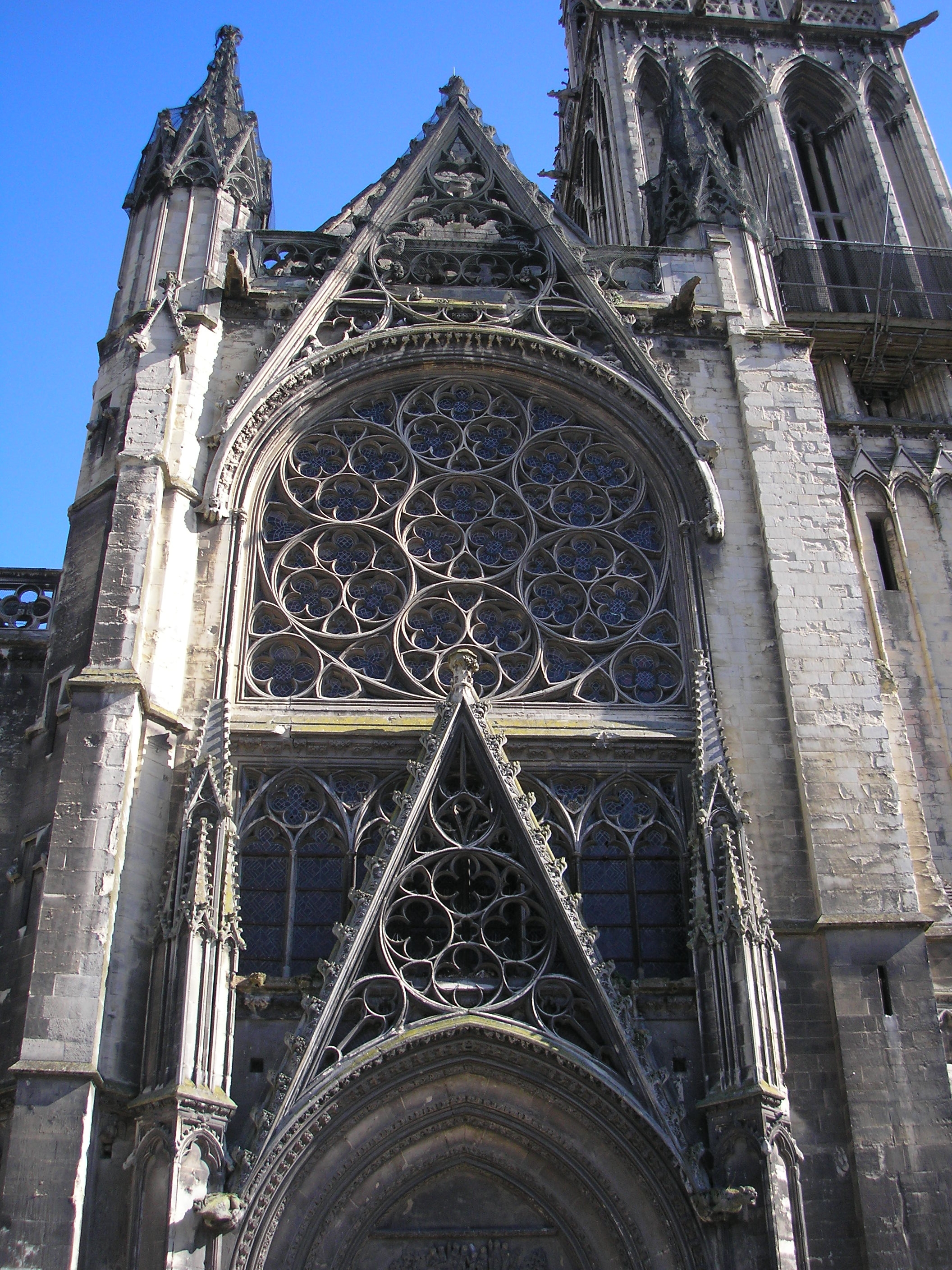
Detalle del rosetón
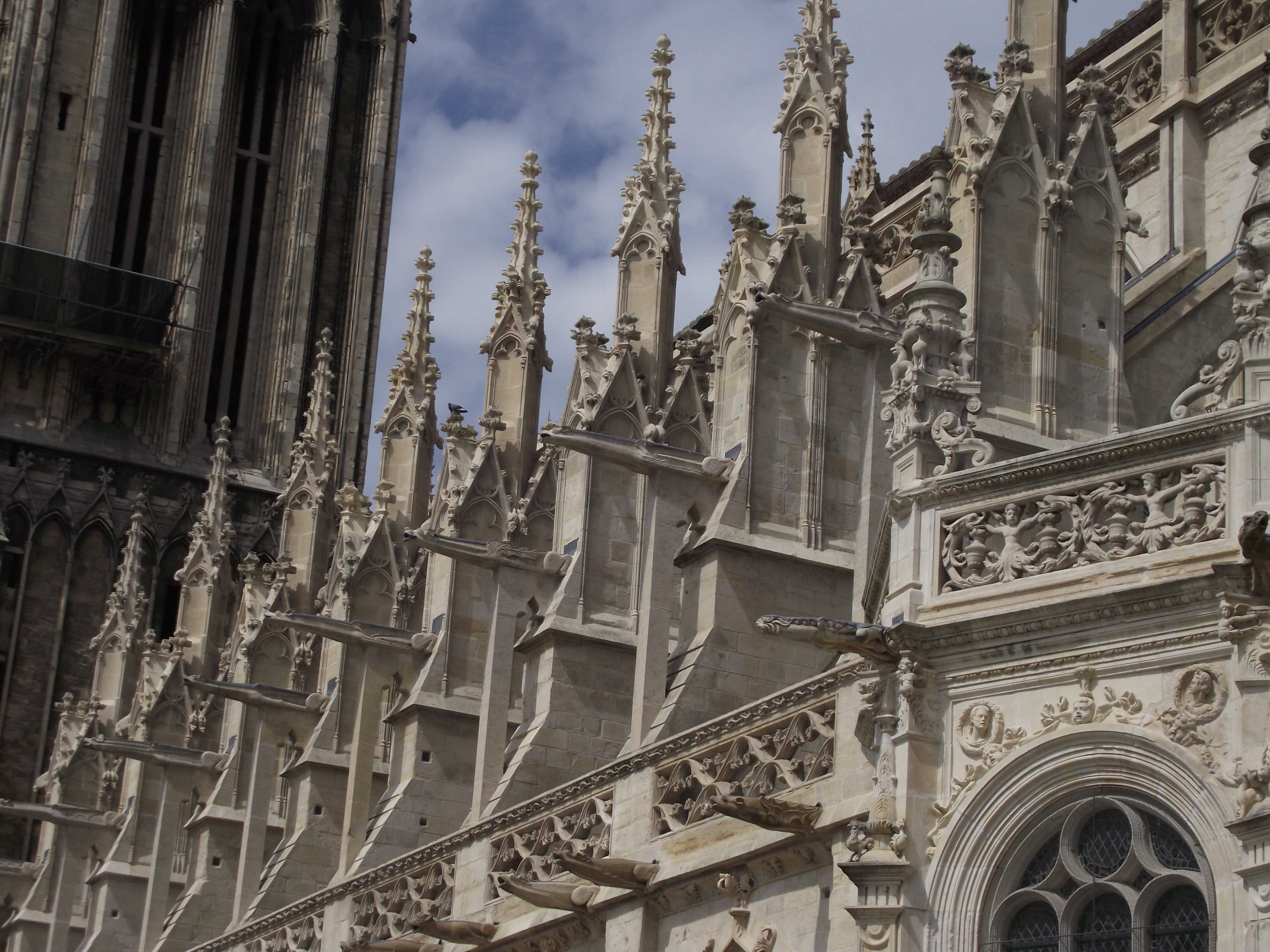
Arbotantes

Detalles interior
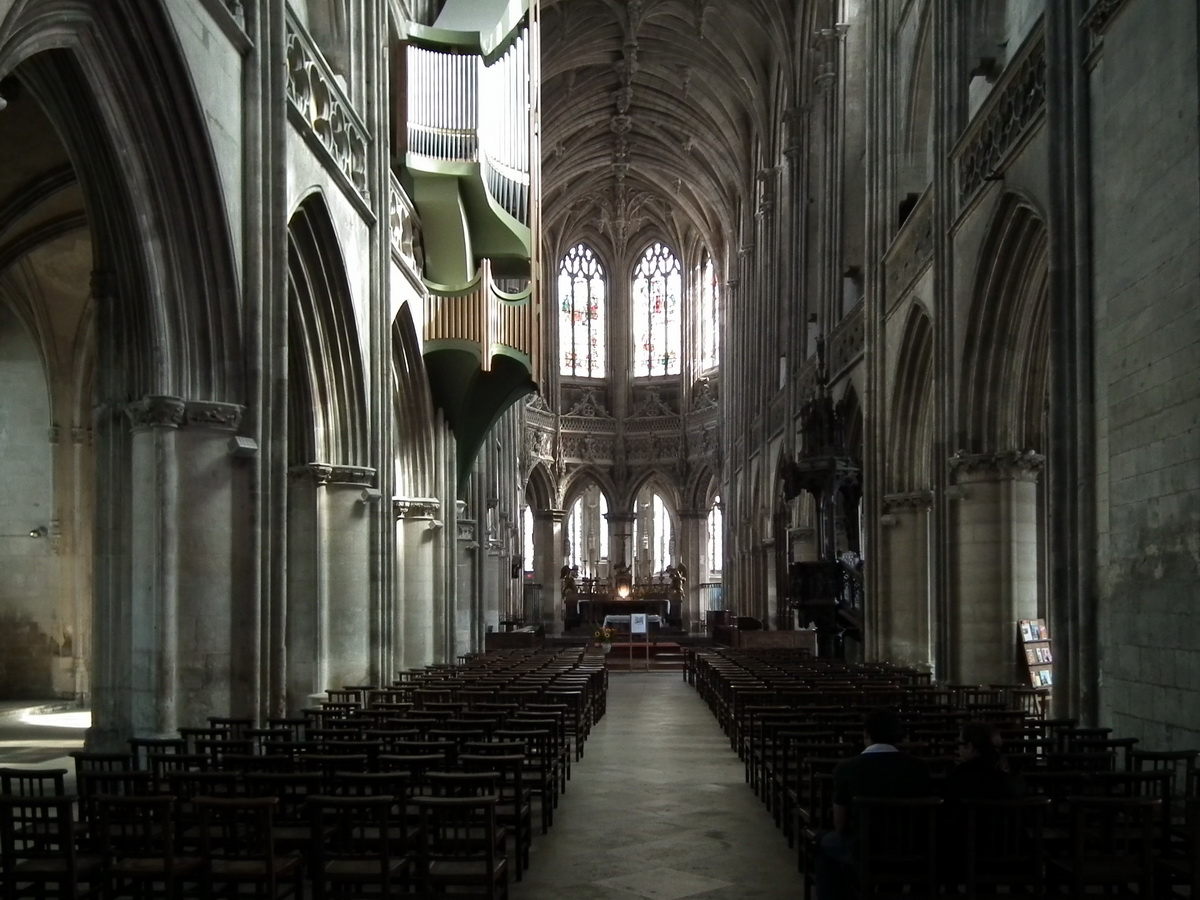
Nave mirando al ábside
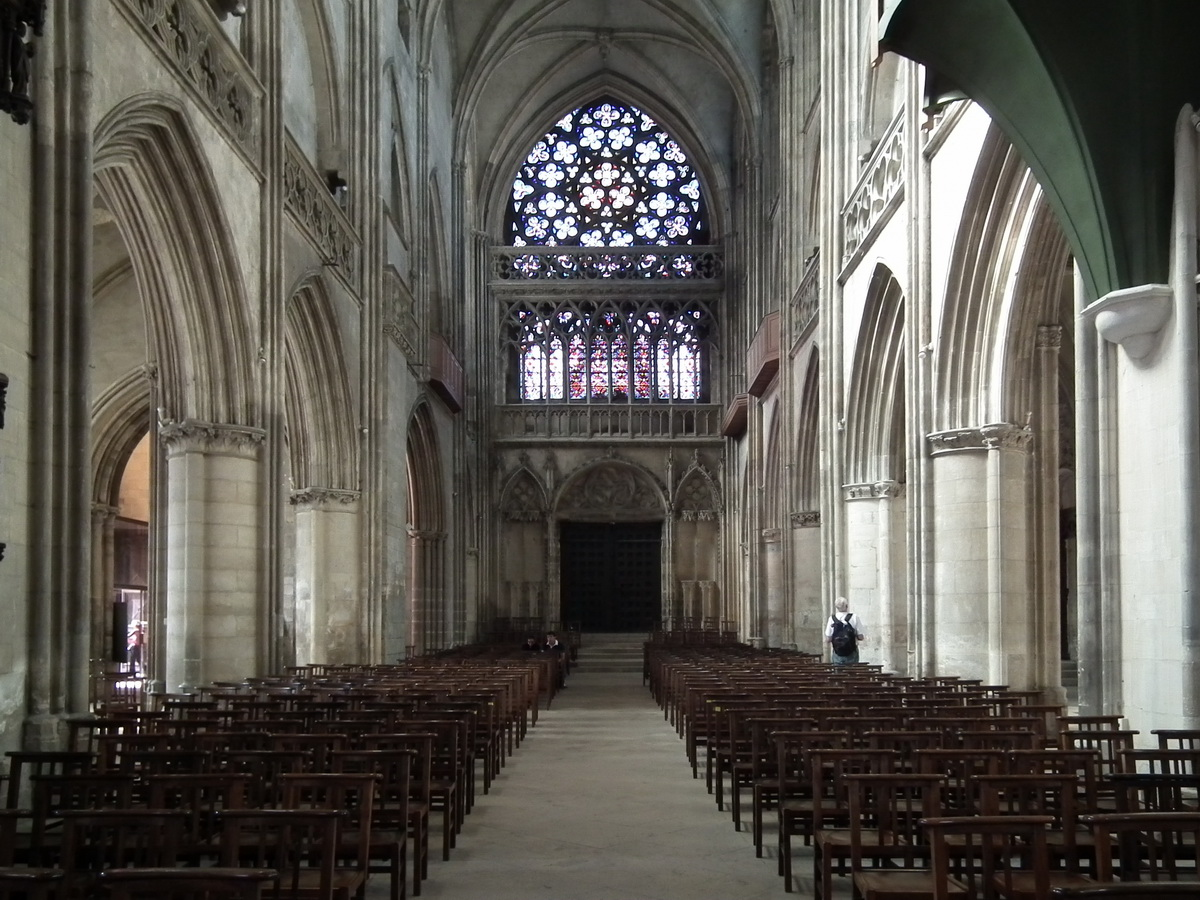
Nave mirando a la entrada
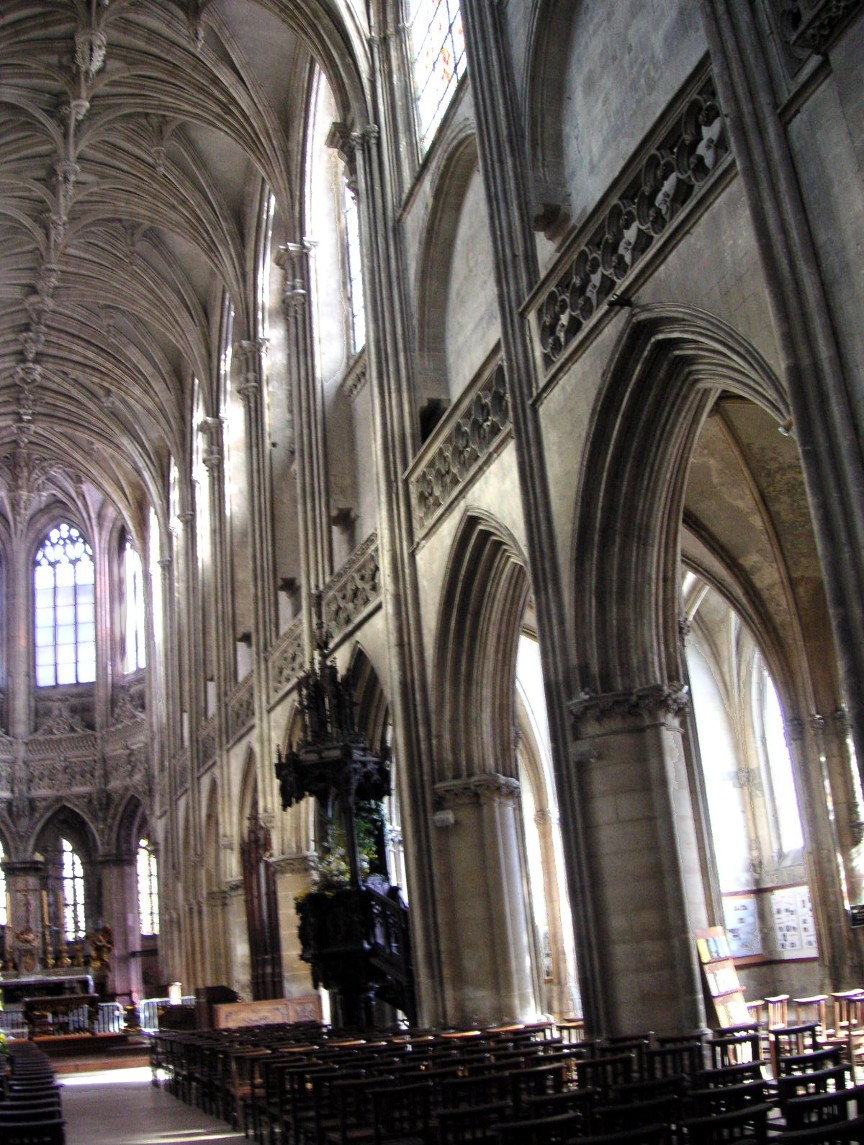
Alzado de la nave central
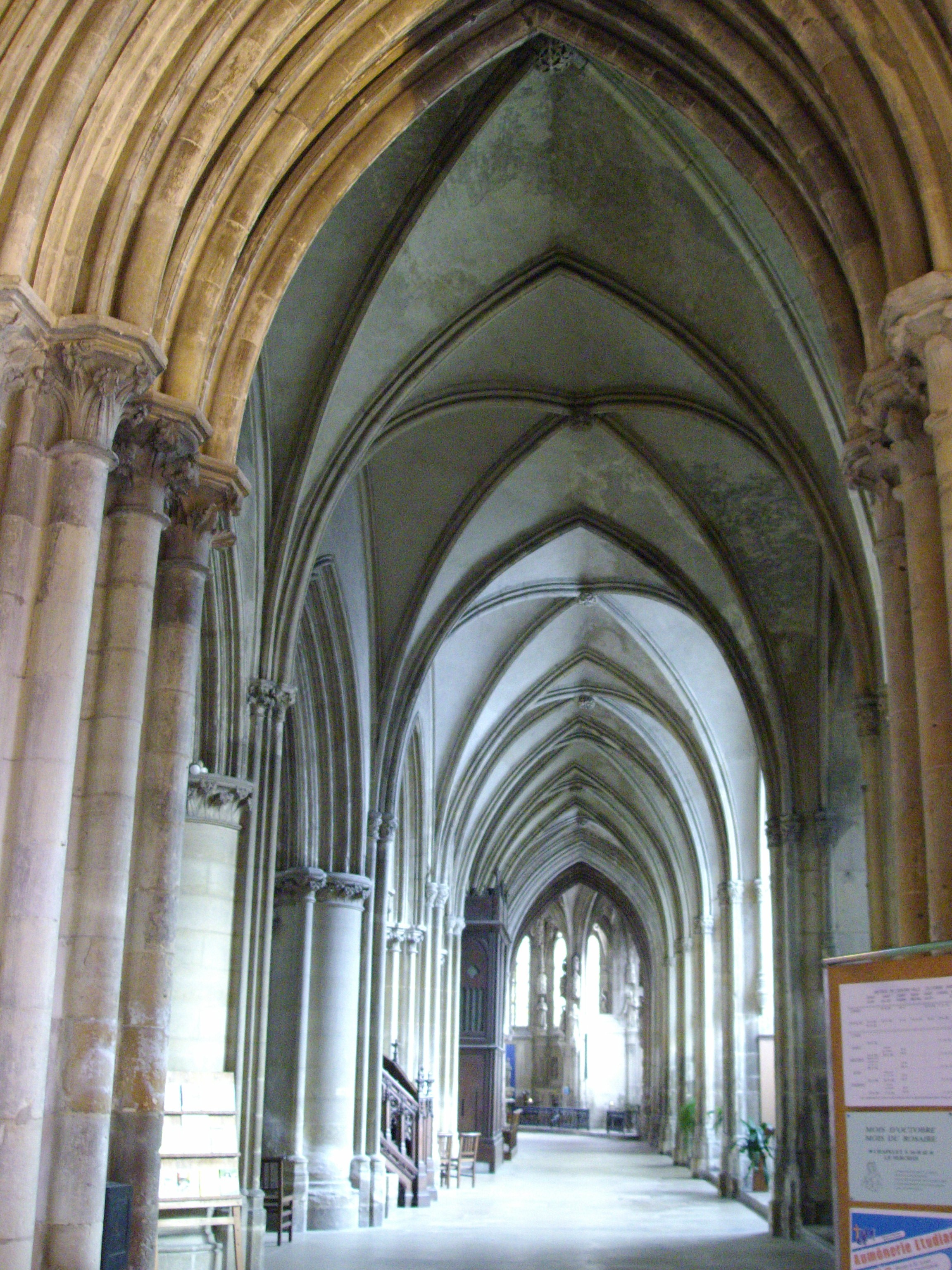
nave lateral
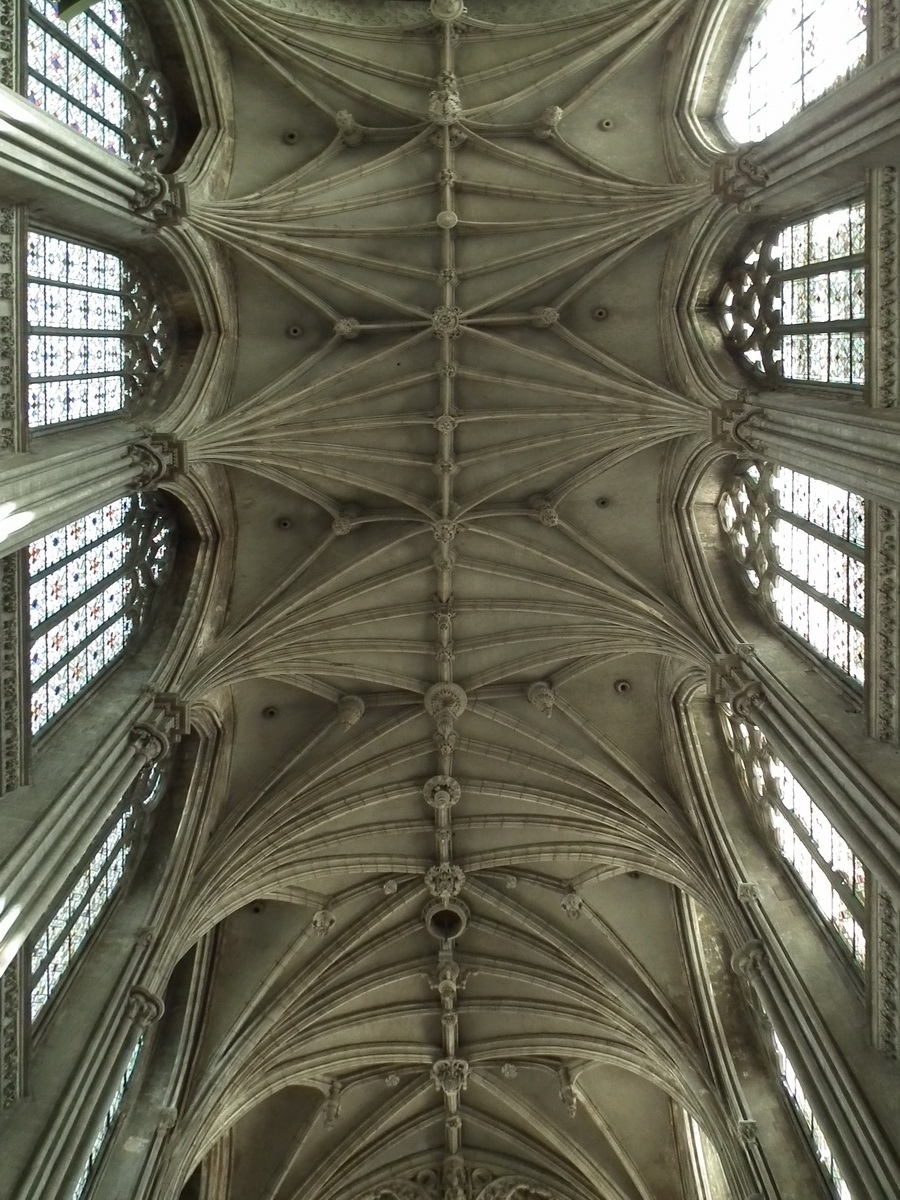
Bóvedas góticas de la nave
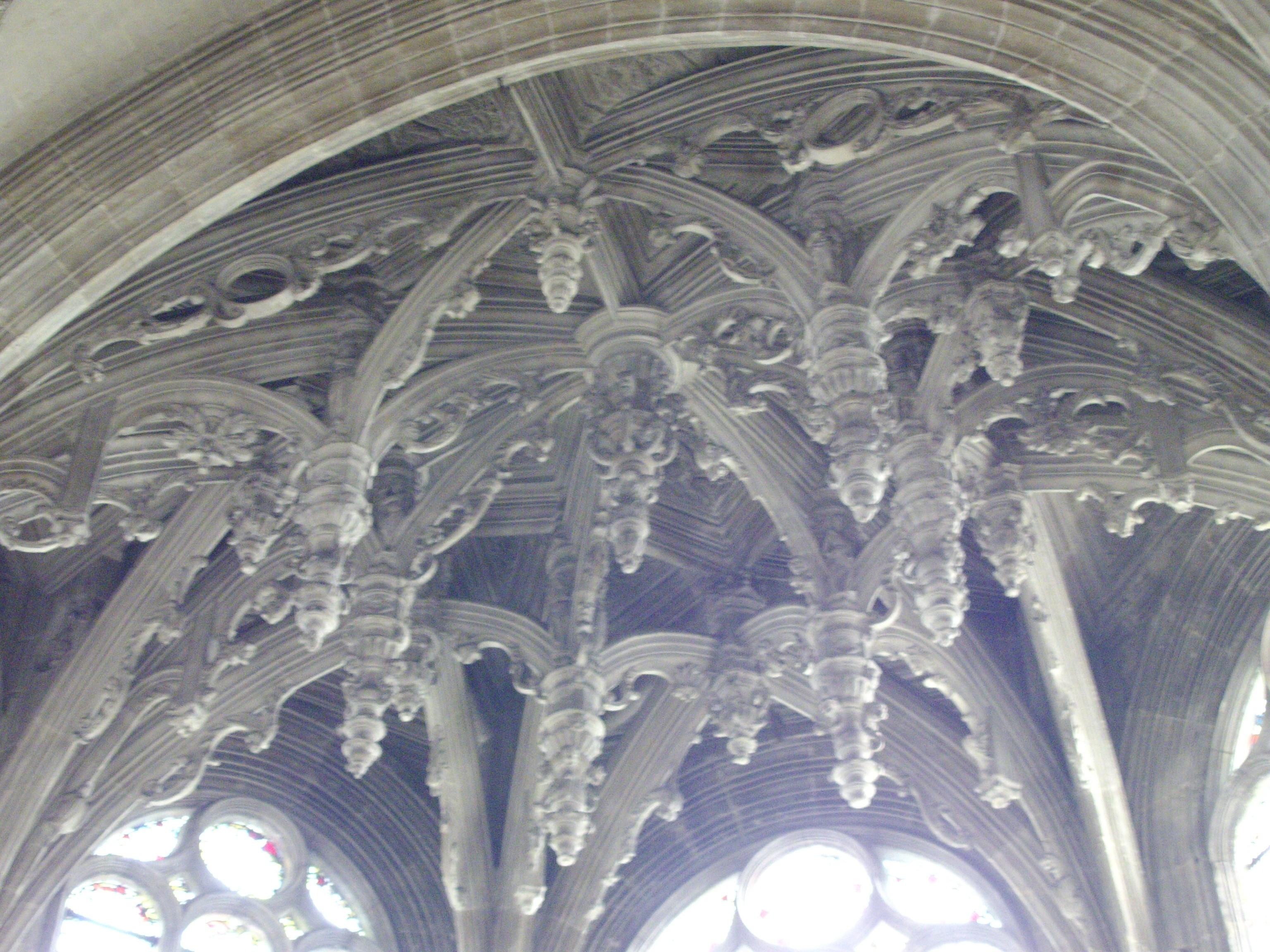
Bóvedas del coro

## Órgano
Un órgano que se puede controlar remotamente fue instalado por Jean-François Dupont en 1997. Sustituyó a un instrumento de Danion-Gonzales, que a su vez remplazó a un Cavaillé-Coll destruido durante la guerra en 1944. Suspendido sobre el lado izquierdo de la nave, está en nido de golondrina.

### Composición

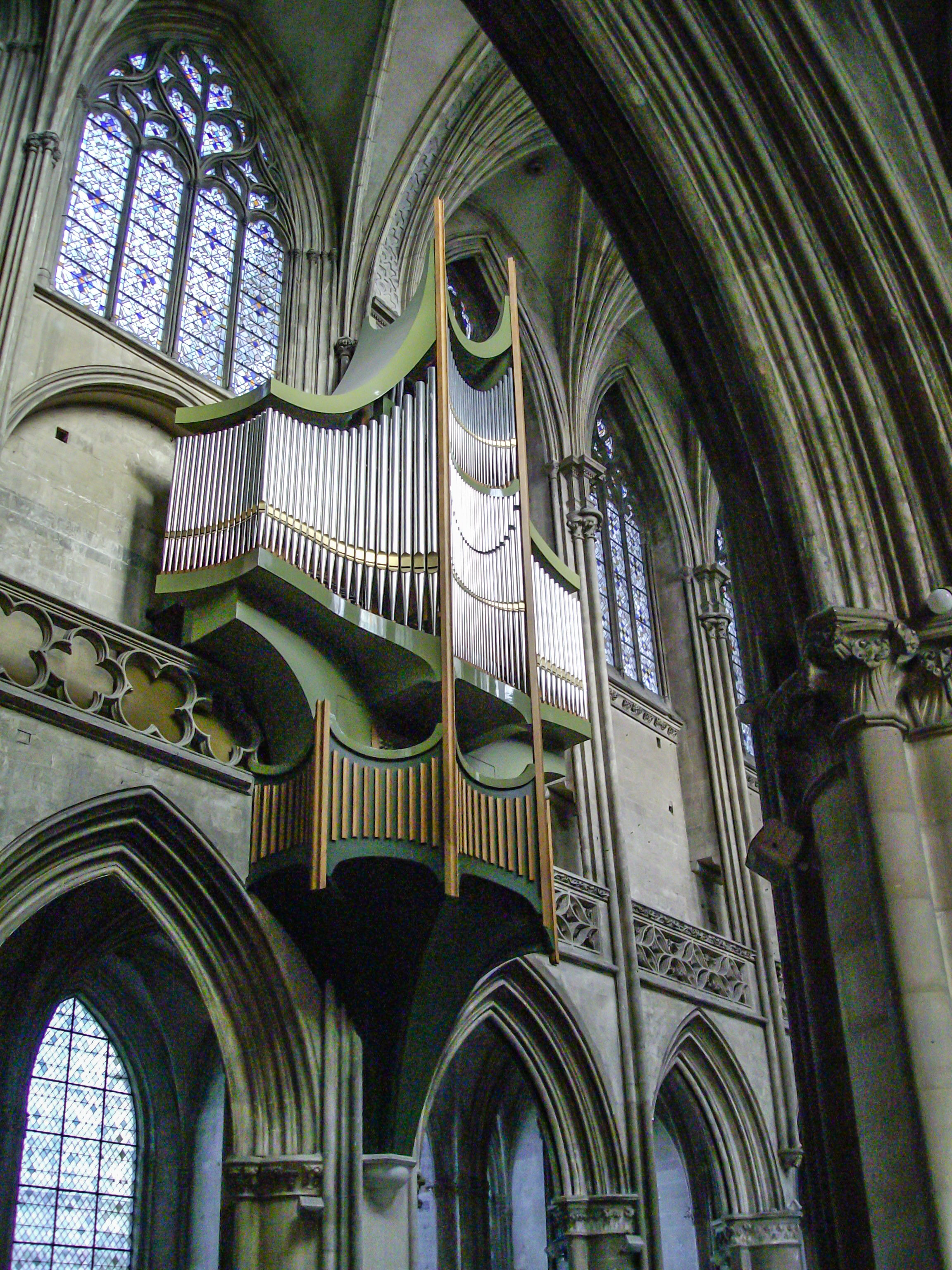
El órgano de Jean-François Dupont

| Positif C–          |               |
| Bourdon             | 8'            |
| Salicional          | 8'            |
| Prestant            | 4'            |
| Flûte à cheminée    | 4'            |
| Doublette           | 2'            |
| Plein-Jeu           | 3r (français) |
| Complément allemand | 2-4r          |
| Sesquialtera        | 2r            |
| Cromorne            | 8'            |
| Régale              | 8'            |

| Grand-Orgue C–      |                  |
| Bourdon             | 16'              |
| Montre              | 8'               |
| Flûte à cheminées   | 8'               |
| Prestant            | 4'               |
| Gemshorn            | 4'               |
| Grosse Tierce       | 3'1/5            |
| Quinte              | 2'2/3            |
| Flûte cônique       | 2'               |
| Mixture             | 4-6r (allemande) |
| Complément français | 2-4r             |
| Cornet              | 5r               |
| Trompette           | 8'               |

| Résonance C–     |       |
| Bourdon          | 8'    |
| Montre           | 4'    |
| Nasard           | 2'2/3 |
| Quarte           | 2'    |
| Tierce           | 1'3/5 |
| Larigot          | 1'1/3 |
| Septième         | 1'1/7 |
| Sifflet          | 1'    |
| Trompette        | 8'    |
| Grosse Trompette | 8'    |
| Clairon          | 4'    |

| Pédale C–     |           |
| Soubasse      | 16'       |
| Principale    | 8'        |
| Grosse Quinte | 5'1/3     |
| Posaune       | 16'       |
| Trompette     | 8'        |
| Tirasse       | GO        |
| Tirasse       | POS       |
| Tirasse       | RES       |
| Tirassde      | RES en 4' |
| Accouplement  | POS/GO    |
| Accouplement  | RES/GO    |
| Accouplement  | GO/RES    |
| Tremblant     | POS       |
| Tremblant     | RES       |